# 589
589 (DLXXXIX) var ett normalår som började en lördag i den julianska kalendern.

## Händelser

### Okänt datum
- Vid det tredje kyrkokonciliet i Toledo slås treenighetsläran fast inom den romerska kyrkan.

## Födda
- Li Jiancheng, kinesisk kronprins.
- Muhammad ibn Maslamah, kompanjon till Muhammed.

## Avlidna
- 1 mars – David av Menevia, walesisk kyrkoman.
- Sushun, kejsare av Japan.
- Gosuinda, västgotisk drottning